# イオンモールブキティンギ
イオンモールブキティンギは、マレーシア連邦セランゴール州クラン市バンダーブキティンギ地区（KL郊外）に位置するSC。

## 概要
ジャスコ（GMS）を核にシネコンや約180の専門店が入る。2006年9月26日に着工し、2007年11月24日に開業した。総工費は約3億5千万リンギット。イオングループ運営のSCとしては東南アジア最大、世界3位の規模。
連邦国道5号（クランバンティン幹線道路）に面しているほか、シャーアラム高速道路のインターやマレー鉄道 KTMコミューター スントゥル～ポート・クラン路線の駅にも近く、交通至便な地にある。近隣の競合店はテスコ、ジャイアントなど。同市内には系列店のジャスコクラン店（1995年10月20日開業）もある。